# Slavko Kvaternik
Slavko Kvaternik (Moravice, 25 de agosto de 1878 - Zagreb, 7 de junio de 1947) fue un militar croata, fundador junto con Ante Pavelić del movimiento nacionalista ustacha, y ministro de las fuerzas armadas del Estado Independiente de Croacia, durante la Segunda Guerra Mundial.

## Biografía
Kvaternik nació en 1878 en Moravice, en el Imperio austrohúngaro. Durante la Primera Guerra Mundial sirvió con el ejército austríaco, y en 1918, poco después del término de la contienda, formó parte del Concilio Nacional de Serbios, Croatas y Eslovenos, convirtiéndose en jefe de Estado: a mediados del año siguiente estuvo al frente de una importante ofensiva contra el ejército húngaro en Međimurje.

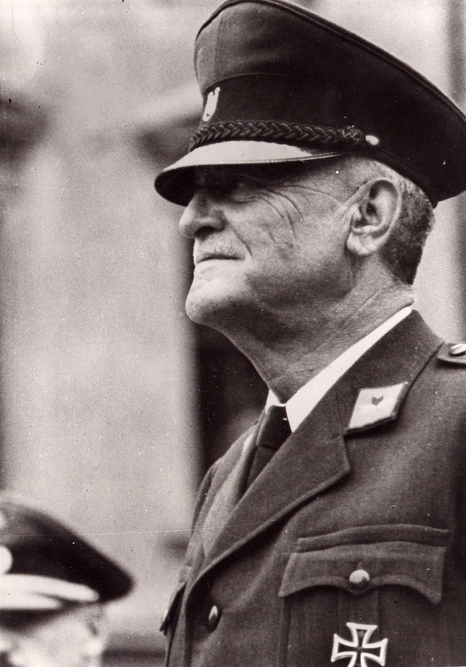
Slavko Kvaternik vistiendo el uniforme ustaše en abril de 1941, poco después de la creación del NDH.

El 6 de abril de 1941, al comienzo de la invasión alemana del Reino de Yugoslavia, los separatistas croatas -liderados por Pavelić y el movimiento fascista ustaše- empezaron a trazar los planos para un futuro gobierno autónomo: 4 días después, Kvaternik proclamó por radio en Zagreb la creación del Estado Independiente de Croacia (NDH), así como el establecimiento de un gobierno provisional. Durante su puesto como ministro de defensa y como miembro del ustacha, Kvaternik llevó a cabo la implantación un régimen de terror y represión contra serbios, judíos y gitanos, siendo autor de varios asesinatos y estando a cargo de varios campos de concentración, incluyendo el de Jasenovac, del cual fue uno de sus fundadores. Permaneció como ministro de defensa hasta enero de 1943, cuando dimitió, retirándose pocos días después a Eslovaquia con su hijo Eugen y trasladándose posteriormente a Austria.
Tras el fin de la guerra, fue capturado por el ejército estadounidense en Bad Gastein en noviembre de 1946, y posteriormente fue entregado a las autoridades comunistas yugoslavas, quienes lo condenaron a muerte bajo el cargo de traición. Fue ahorcado en Zagreb el 7 de junio de 1947.